# Otagoa
Otagoa is een geslacht van spinnen uit de  familie van de Desidae.

## Soorten
- Otagoa chathamensis Forster, 1970
- Otagoa nova Forster, 1970
- Otagoa wiltoni Forster, 1970